# Gascoyneho šarlatové

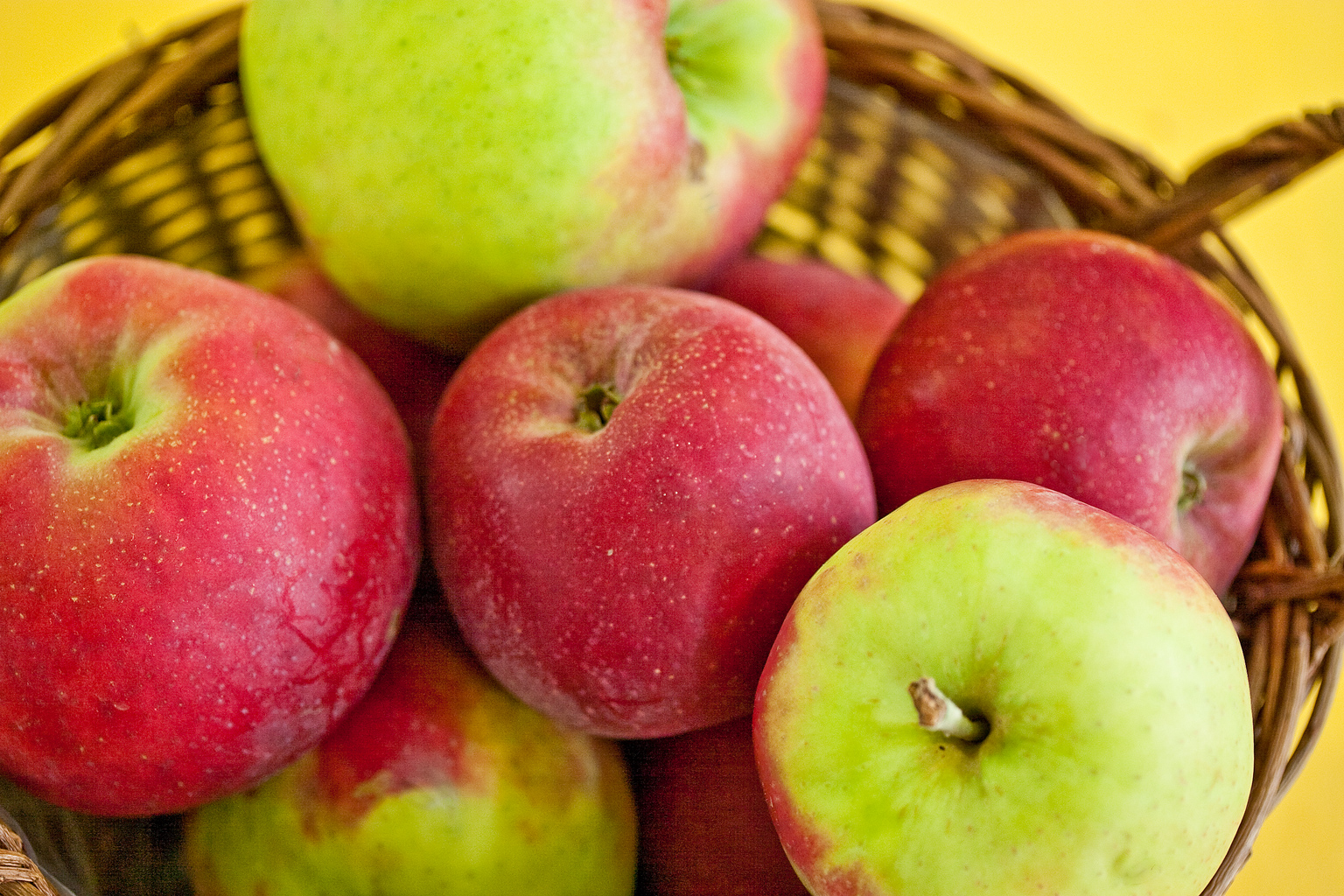
Gascoyneho šarlatové

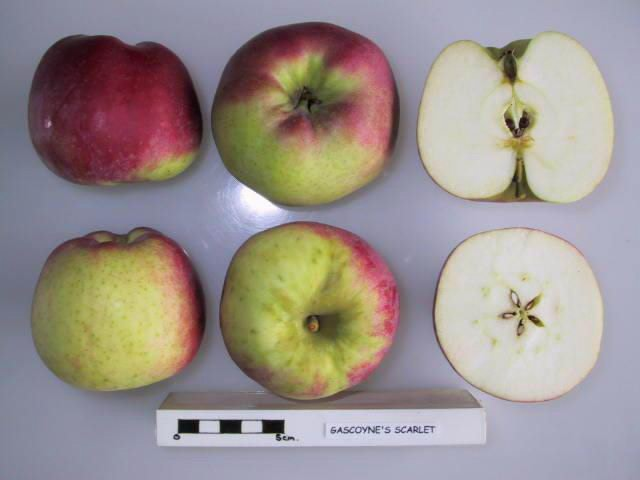
Gascoyneho šarlatové dle National Fruit Collection

Gascoyneho šarlatové (Malus domestica 'Gascoyneho šarlatové') je ovocný strom, kultivar druhu jabloň domácí z čeledi růžovitých. Řadí se mezi pozdně podzimní odrůdy.

## Historie

### Původ
Odrůdu vyšlechtil Mr. Gascoyne v Bapchild u Sittingbourne v hrabství Kent v Anglii. Do praxe byla zavedena v roce 1871.

### Rozšíření
V západní Evropě se rychle rozšířila. Velkou oblibu získala v Německu a také v severních Čechách, kde ji lze dosud nalézt ve starých výsadbách.

## Vlastnosti

### Růst
Růst odrůdy je zpočátku bujný, později slabší, ale trvalý. Koruna je široce rozložitá až převislá. Křivé větve jsou nasazovány pod tupým úhlem. Vytváří středně dlouhé až dlouhé plodonosné dřevo. V mládí vyžaduje hluboký řez a později jen průklest pro udržení vzdušné koruny.

### Plodnost a zralost
Plodí později, zpočátku málo, později je úroda větší, pravidelná. Plody nejsou příliš citlivé na otlačení při sklizni a dopravě. Ale špatně snášejí manipulaci při skladování, při otlačení snadno hnijí. Sklízí se koncem září, konzumní zralosti dosahuje v říjnu a vydrží do prosince. Plody nepadají, dobře drží na stromě i po opadání listů.

### Plod
Plod je kulovitý, velký až velmi velký. Slupka suchá, později slabě mastná, hladká, lesklá, jemná ale pevná. Základní barva je světle zelená, později žlutozelená, z větší části krytá výraznou červení. Lenticely jsou bílé, výrazné, rudě lemované. Vzhled plodu je velmi atraktivní. Dužnina je bílá, mírně nazelenalá, pod slupkou narůžovělá, šťavnatá, rozplývavá. Chuť sladká, navinulá, aromatická, kořenitá, v ideální zralosti velmi dobrá.

### Choroby a škůdci
Odrůda je velmi náchylná k monilióze silně trpí strupovitostí a k padlí je středně odolná. Proti mrazům je dostatečně odolná.

## Hodnocení
Odrůda není vhodná pro intenzivní nízkokmenné výsadby zejména proto, že při hlubokém řezu málo plodí. Náchylnost k monilióze a strupovitosti vyžaduje dostatečné prosvětlování koruny a odstraňování napadených mumifikovaných plodů. Dalším nedostatkem je choulostivost plodů na otlačení ve zralosti.
Ke kladům odrůdy patří vzhledové i chuťové vlastnosti plodů a pravidelná plodnost.